# Ludwigite
La ludwigite  est un minéral borate de magnésium et de fer de formule : Mg2FeBO5. 
La ludwigite se trouve typiquement dans les skarns magnésio-ferriques et autres dépôts métamorphiques de contact à haute température. On la trouve en association avec la magnétite, la forstérite, la clinohumite et les borates vonsénite et szaibelyite. Elle forme une série chimique en solution solide avec le minéral borate de fer(II)-fer(III) vonsénite. La bonaccordite, minéral membre de son groupe, est son analogue structurel en nickel.
Elle se trouve sous trois habitus : 
- fibreux. Les cristaux sont constitués de fibres.
- Massif et fibreux. Les formes à grains fins distinctement fibreuses.
- Radial. Les cristaux rayonnent à partir d'un centre sans produire de formes stellaires[5].

Elle fut décrite pour la première fois en 1874 pour une occurrence dans la mine de Ocna de Fier, Monts Banat, Județ de Caraș-Severin en Roumanie et nommée d'après Ernst Ludwig (1842–1915), un chimiste autrichien de l'Université de Vienne.

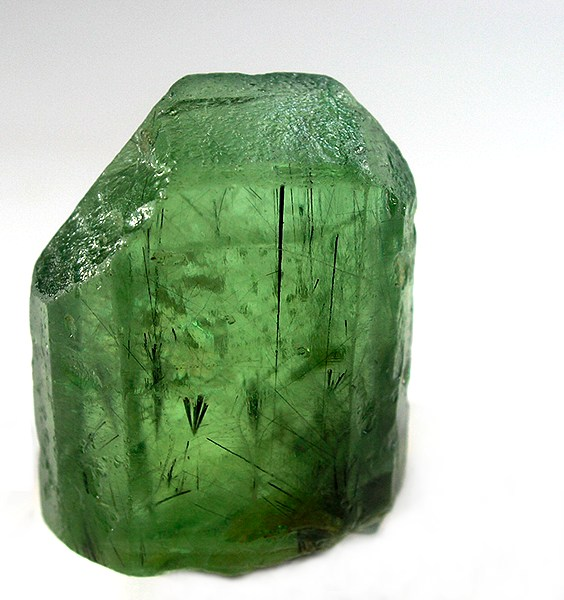
Aiguilles et bouquets de ludwigite en inclusions dans un cristal de péridot provenant de Sapat Gali, district du Kohistan au Pakistan. Taille :.

Elle s'altère en limonite.